# Kloster Mittelmünster (Regensburg)

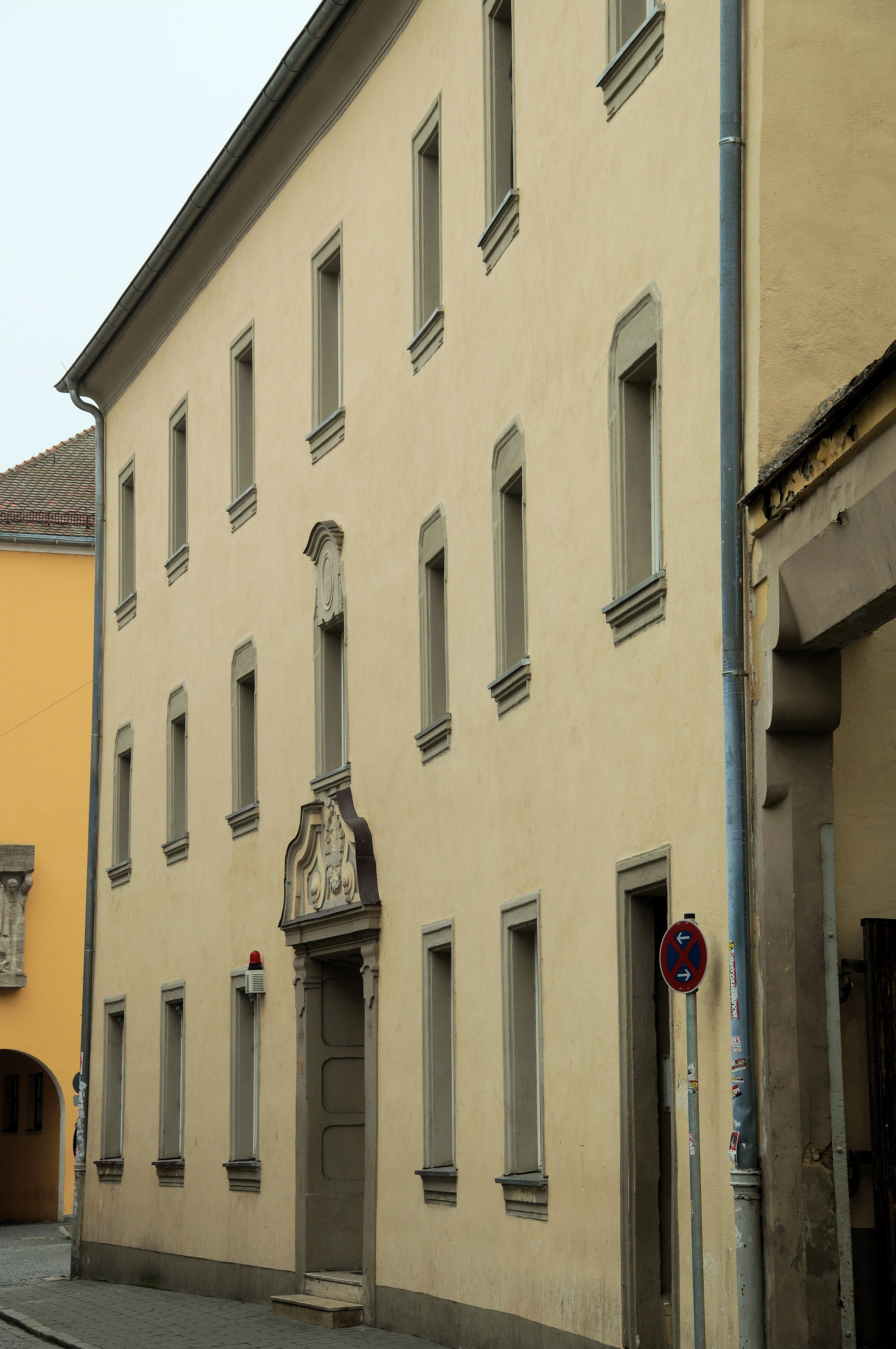
Ehemaliges Nebengebäude des Stifts Mittelmünster St. Paul in der Obermünsterstraße

Das ehemalige Kloster Mittelmünster der Benediktinerinnen in Regensburg wurde 983 durch den Hl.Wolfgang, Bischof von Regensburg, gegründet und war dem Heiligen Paul geweiht. Erste Äbtissin war Friederun. Mit der Gründung verfolgte der Bischof die Absicht, den Bewohnerinnen der beiden im 9. Jahrhundert gegründeten Kanonissenstiften Obermünster und Niedermünster, die dort, ohne religiöse Gelübde abzulegen, lebten, ein Vorbild vom echten klösterlichen Leben mit strengen benediktinischen Ordensregeln vor Augen zu führen. Der Versuch misslang und führte am Ende zur Auflösung des Klosters Mittelmünster. In den Gebäuden des erloschenen Klosters wurde 1588 ein Jesuitenkolleg gegründet, aus dem 1781 ein Katholisches Priesterseminar entstand. 1809 wurden alle Gebäude des ehemaligen Mittelmünsters völlig zerstört beim Angriff des französischen Heeres im Verlauf der Schlacht bei Regensburg.

## Lage
Das Kloster Mittelmünster in der Altstadt von Regensburg befand sich auf dem Areal zwischen der Obermünsterstraße im Norden, dem St.-Peters-Weg im Süden, wo auch die südliche Stadtmauer verlief und der Fröhlichen-Türken-Straße im Osten, die dort beim südlichen Stadttor, dem Peterstor, endete. Im Westen schlossen die Gebäude des Mittelmünsters unmittelbar an die Gebäude von Stift Obermünster an, die im Zweiten Weltkrieg schwer beschädigt wurden.
Der heutige Name des Standorts von Kloster Mittelmünster, dessen Gebäude nach Auflösung des Klosters von den Jesuiten übernommen wurde, lautet heute Jesuitenplatz. Der Platz ist bebaut mit einem sehr großen Parkhaus und an den Rändern mit Wohn- und Geschäftshäusern, sowie mit dem Jugendstilbau der Berufsfachschule, der ehemaligen Müllerischen Töchterschule, gegründet von Georg Friedrich von Müller.

## Geschichte

### Frauen-Kloster und Damenstift
Zehn Jahre nachdem Wolfgang von Regensburg 972 zum Bischof von Regensburg geweiht worden war, gründete er das neue Kloster Mittelmünster und weihte es am 29. Juni 983 dem heiligen Paulus. Das klösterliche Leben im neuen Frauenkloster sollte der strengen Regel des heiligen Benedikt folgen und Bischof Wolfgang hatte die Hoffnung, dass diese Klostergründung auch beispielhaft sein könnte für das klösterliche Leben der Frauen in den Stiften Ober- und Niedermünster, die bereits im 8. und im 9. Jahrhundert gegründet worden waren. In diesen älteren Stiften waren die Kanonissinnen nicht durch strenge Regeln gebunden und legten keine religiösen Gelübde ab.
Als wichtige historische Persönlichkeit wurde etwa Brigida, die Schwester Herzog Heinrichs d. Zänkers um die Jahrtausendwende dort ausgebildet und erzogen. Brigida wird später als Äbtissin des Klosters Andlau im Elsass fassbar.
Die Hoffnungen des Bischofs auf den Vorbildcharakter der Klostergründung erfüllten sich nicht. Das Projekt erwies sich als nicht erfolgreich. Es zeigte sich, dass eher das freiere Leben der Kanonissinnen in den älteren Stiften zum Vorbild für die Frauen im neuen Benediktinerinnenkloster Mittelmünster wurde. Der Nachwuchs des neuen Klosters entstammte überwiegend dem Adel, dessen Angehörige auch im Kloster nicht auf ihre Freiheiten verzichten wollten. Für sie war das Kloster primär eine Versorgungseinrichtung. Nach und nach glich sich die Lebensführung im neuen Benediktinerinnenkloster der Lebensführung in den beiden älteren Regensburger Stiften an, statt wie vom Bischof erhofft beispielgebend auf ältere Stifte zu wirken. Am Ende der Entwicklung wurde sogar das Armutsgelübde und auch die Klausur nicht mehr beachtet. Formal wurde die Entwicklung akzeptiert, als das Kloster 1497 als weltliches Damenstift anerkannt wurde. Die Anzahl der Stiftsdamen ging jedoch in den folgenden Jahren ständig weiter zurück, von elf Kanonissinnen im Jahr 1472 auf fünf im Jahr 1555, auch als Folge der in Regensburg eingeführten Reformation. Im Jahr 1588 gab es nur noch zwei Kanonissinnen und selbst die einfachen Regeln der Kanonissinnenstifte wurden nicht mehr beachtet. 1588 kam es zur Aufhebung des Stifts Mittelmünster durch Papst Sixtus V.

### Liste der Äbtissinnen
| Abbatiat   | Name                                 |
| ---------- | ------------------------------------ |
| 983        | Friederun                            |
|            |                                      |
| 1097       | Irmgard                              |
| 1127–1141? | Mathilde                             |
|            |                                      |
| 1320, 1322 | Luitgard / Leukart der Tvnawa{e}rinn |
| 1335       | Christein                            |

### Jesuitenkolleg und Priesterseminar

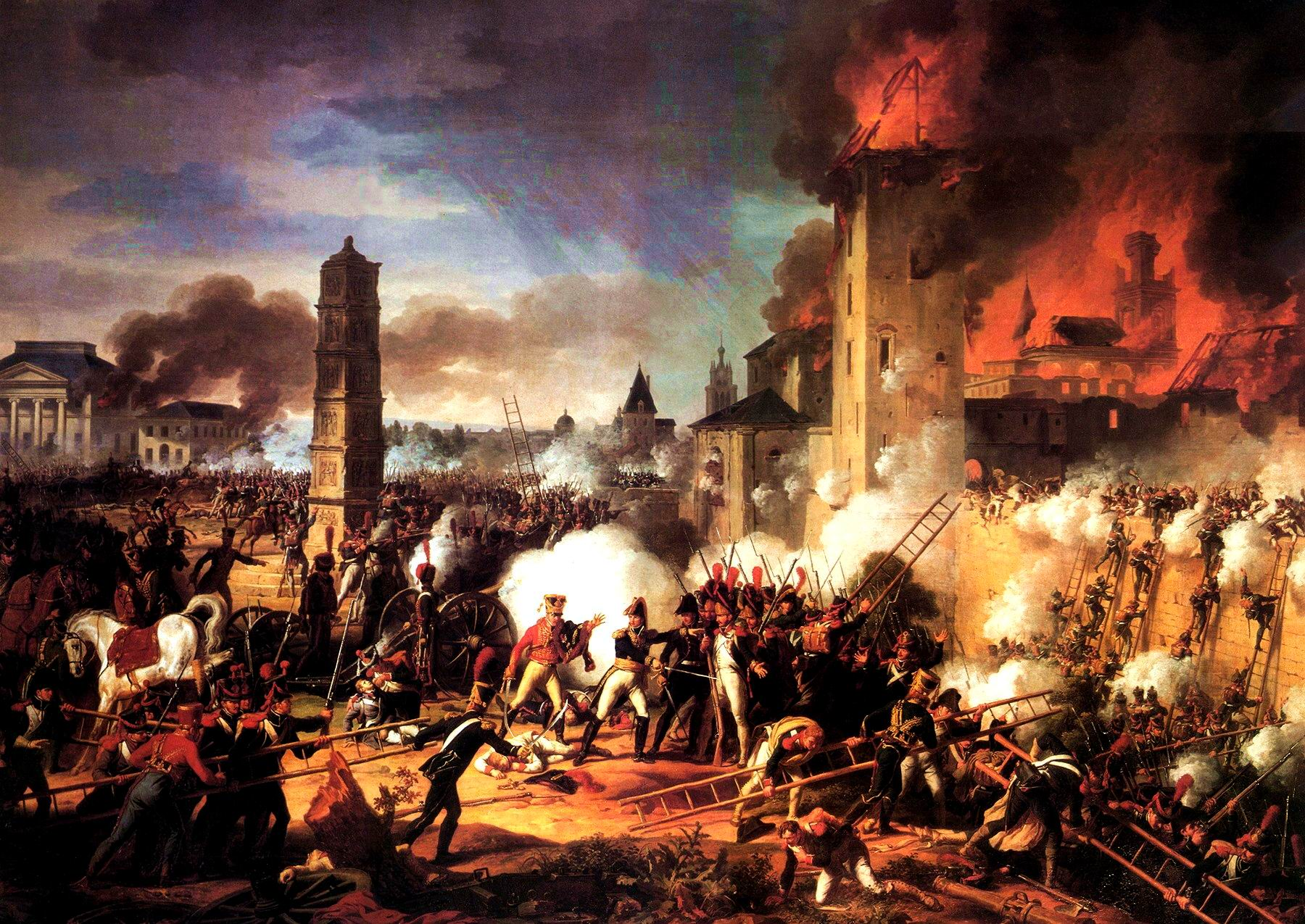
Die Erstürmung von Regensburg im April 1809 und Zerstörung des Klosters (Hintergrund)

Bereits im Zuge der Einführung der Reformation in Regensburg trafen 1541 und 1542 zwei der Gründer des Jesuitenordens, Peter Faber und Claudius Jajus, in Regensburg ein, um Möglichkeiten zur Ansiedlung des Ordens in der Stadt zu erkunden. Beide wurden vom Rat der Stadt umgehend ausgewiesen. 15 Jahre später konnte der Rat der Stadt nicht mehr so rigoros vorgehen. Im Fall des bekannten jesuitischen PredigersPetrus Canisius, der 1556 vor vielen Zuhörern im Dom predigte, musste der Rat der Stadt dem Einspruch der katholischen Reichsstände am Reichstag folgen und von einer Ausweisung des jesuitischen Predigers absehen. Der Rat leistete aber weitere 30 Jahre hinhaltenden Widerstand gegen die Ansiedlung der Jesuiten, indem die Einreise von Architekten und Baumaßnahmen verhindert wurden. Der Widerstand wurde erst aufgegeben, als Herzog Wilhelm V. Der Fromme , der die Jesuiten bedingungslos unterstützte, 1586 die Aufnahme von weiteren Jesuitenpatres am Dom in Regensburg mit Unterstützung von Papst Sixtus V. erzwang. Am 9. Januar 1587 stimmte der Papst auch der Gründung eines Jesuitenkollegs in den Gebäuden des aufgegebenen Klosters Mittelmünster zu. Das Jesuitenkolleg sollte nach Einführung der Reformation in Regensburg einen Gegenpol bilden zum neu gegründeten, protestantischen, städtischen Gymnasium poeticum
Im Jahr 1591 wurde die Mittelmünster-Klosterkirche teilweise abgerissen und nach Plänen von Giuseppe Valeriani neu erbaut. Die neue Kollegienkirche St. Paul zeigte sich als einschiffige Wandpfeilerkirche. Als Neubau entstand auch das Jesuitenkolleg, das 1591 von 200 Schülern besucht wurde. Da die Schülerzahlen weiter zunahmen, wurde das Konventgebäude, in dem der Unterricht stattfand, in den Jahren 1609 und 1619 mehrmals erweitert.
1633, während des Dreißigjährigen Krieges, mussten die Jesuiten das Gebäude räumen und Regensburg verlassen. Wie alle katholischen Geistlichen wurden sie von den protestantischen schwedischen Truppen, die Regensburg im November 1633 erobert hatten, und bis zum Sommer 1634 besetzt hielten, ausgeplündert und mussten die Stadt verlassen. Nach der Rückeroberung von Regensburg durch bayerische und kaiserliche Truppen wurden im 18. Jahrhundert die Klostergebäude renoviert und ausgebaut. 1761 wurde im Jesuitenkolleg ein physikalisches Kabinett und sogar eine Sternwarte eingerichtet mit einer vielfältigen Sammlung von Apparaten für Unterricht und Forschung.
Nach der Aufhebung des Jesuitenordens im Jahr 1773 wurden Jesuitenkloster und Jesuitengymnasium als Institutionen aufgelöst, zusammen mit den Gebäuden in eine bischöfliche Stiftung überführt und ab 1781 als Priesterseminar der Diözese genutzt. Dass das Jesuitenkolleg in Regensburg auch überregional bekannt war, zeigt ein Eintrag im Reisejournal von Goethe, der es am 4. September 1786 nicht versäumte, das jährliche Schauspiel der Jesuitenschüler während eines kurzen Aufenthalts in Regensburg zu besuchen. Wohlwollend kommentierte er mit den Worten: Dies und das Ganze hat mich von der Jesuiten groser Klugheit aufs neue überzeugt
Nach 1810, nach der Eingliederung der ehemaligen Reichsstadt Regensburg in das Königreich Bayern musste wieder eine neue Lösung gefunden werden. Weil religiös gebundene Schulen nicht mehr zulässig waren, wurde das ehemalige Jesuitengymnasium mit dem etwas früher entstandenen protestantischen Gymnasium poeticum zu einem überkonfessionellen Paritätisch Vereinigten Gymnasium vereinigt, aus dem im Laufe der folgenden Jahre das heutige Albertus Magnus-Gymnasium entstand.
1809 brannten alle Gebäude des Jesuitenkollegs während der Eroberung Regensburgs durch französische Truppen ab, weil die französischen Soldaten besonders hier versuchten, die von österreichischen Truppen verteidigte Stadtmauer zu überwinden und durch das Peterstor einzudringen. Bei der Beschießung geriet das gesamte südöstliche Stadtgebiet in Brand. Die Ruine des ehemaligen Mittelmünsters und späteren Jesuitenkollegs blieb lange erhalten. Die Trümmer wurden endgültig erst am Ende des 19. Jahrhunderts beseitigt. Die südlichen Kellerräume wurden mit einem großen Parkhaus überbaut, sind teilweise noch heute erhalten und wurden bis 2010 als beliebte Diskotheken genutzt. Die Ränder des oberirdischen Platzes, wurden östlich mit einem Geschäftshaus und westlich mit der Diskothek Suzi Wong bebaut, so dass nur noch der Platzname Jesuitenplatz an die Vorgeschichte des Platzes erinnerte. Dabei war früh klar, dass hier im Sanierungsgebiet Obermünsterviertel nur eine den Bewohnern zumutbare Bebauung in Frage kam.

## Planungen und Grabungen
Seit 2016 ist entschieden, dass auf dem westlichen Bereich des Jesuitenplatzes Gebäude für ein Altstadthotel und einen Nahversorger gebaut werden sollen. Damit bot sich nach dem Abriss der Altbebauung erstmals seit vielen Jahren wieder eine Möglichkeit für archäologische Grabungen im Innenbereich des ehemaligen römischen Legionslagers Castra Regina. Bereits die erste Sondage im Oktober 2016 ergab in einer Tiefe von nur 60 cm. Bestattungen von fünf Lagen von Körpergräbern mit einer Mächtigkeit von 1,50 m. Außerdem gab es Befunde für eine römische Legionärsbaracke. Der Fund von Begräbnissen war nicht überraschend. Bereits 1958 war man bei Kanalbauten auf Skelette gestoßen, die damals schlicht als mittelalterlich oder naiv als napoleonisch bezeichnet wurden. Bei den neuen Grabungen wurden 194 Bestattungen ergraben, davon 56 Kinder, 32 Jugendliche und 107 Erwachsene. Von ihnen wurden bisher nur 14 zeitlich datiert mit dem unerwarteten Ergebnis, dass die älteren Begräbnisse aus der Zeit vor der Gründung des Mittelmünsters durch Bischof Wolfgang stammen. Damit ist klar, dass es sich um einen kontinuierlich genutzten Friedhof handelt, dessen Belegung schon im 8. Jahrhundert beginnt, ein Befund, der viele Fragen aufwirft. Auch die Baubefunde der Legionärsunterkünfte und die ergrabenen römischen Funde und 266 Münzen werfen so viele Fragen auf, dass die Auswertung zur größten Aufgabe der Römerforschung in Regensburg werden wird.